# 千葉県幼稚園の廃園一覧
千葉県幼稚園の廃園一覧（ちばけんようちえんのはいえんいちらん）は、千葉県内の廃園となった幼稚園の一覧。対象となるのは、学制改革（1947年）以降に廃園となった幼稚園、及び分園である。園名は廃園当時のもの。廃園時に幼稚園（分園）が所在していた自治体がその後、合併により消滅している場合は、現行の自治体に含む。その他、現在休園中の県内の幼稚園や分園も参考として本項に記載する。
（）内は、廃園になった年（もしくは、休園の措置が取られた年）、統合先の幼稚園など。明確な月日が記載されていないものは、3月31日付の廃園とする。

## 千葉市
- 泉幼稚園（1983年）[1]
- 千葉市立土気幼稚園（2005年）
- 千葉経済学園附属なでしこ幼稚園（2008年）[2]
- 千葉女子専門学校附属聖幼稚園（2015年千葉女子専門学校附属聖こども園へ移行）[3]
- 植草学園大学附属弁天幼稚園[4]（2016年植草弁天保育園と統合し植草学園大学附属弁天こども園へ）[5]
- 白梅幼稚園〈旧〉（2016年認定こども園白梅幼稚園〈新〉へ移行）[6]
- はまの幼稚園〈旧〉（2017年認定こども園はまの幼稚園〈新〉へ移行）[7]
- おゆみの幼稚園（2017年かまとり保育園と統合し幼保連携型認定こども園キッズビレッジへ）[8]
- なかよし幼稚園[9]（2017年12月11日）[10]
- 聖マリア幼稚園（2018年）[11][注釈 1]

## 銚子市
- 銚子市立興野幼稚園（2006年）[12]
- 銚子市立猿田幼稚園（2006年）[12]
- 銚子市立豊岡幼稚園（2006年）[12]
- 銚子市立若宮幼稚園（2007年）[12]
- 銚子市立清水幼稚園（2011年）[12]
- 銚子市立椎柴幼稚園（2012年）[12]
- 銚子市立船木幼稚園（2017年）[12]
- 銚子市立春日幼稚園（2020年）[12]
- 銚子市立豊里幼稚園（2021年休園[12]、2022年廃園[13]）
- 銚子市立本城幼稚園（2023年）[14]

## 市川市
- 市川市立稲荷木幼稚園（2014年）
- 市川市立二俣幼稚園（2016年休園、2018年廃園）[15]
- 鬼高幼稚園〈旧〉（2021年幼保連携型認定こども園鬼高幼稚園〈新〉へ移行）[16]
- アイリス幼稚園〈旧〉（2021年11月1日認定こども園アイリス幼稚園へ移行）[17]
- 須和田幼稚園〈旧〉（2022年幼保連携型認定こども園須和田幼稚園〈新〉へ移行）[18]

## 船橋市
- 不二幼稚園〈旧〉（2016年[4]認定こども園不二幼稚園〈新〉へ移行）
- 大浜幼稚園〈旧〉（2017年幼保連携型認定こども園大浜幼稚園〈新〉へ移行）[19]
- 高根台文化幼稚園[20]（2019年高根台文化こども園へ移行）[21]
- 二和ひつじ幼稚園〈旧〉（2020年認定こども園二和ひつじ幼稚園〈新〉へ移行）[22]
- 栄光幼稚園〈旧〉（2022年[23]認定こども園栄光幼稚園〈新〉[24]へ移行）[注釈 2]
- 木の実幼稚園〈旧〉（2023年[25]幼保連携型認定こども園木の実幼稚園〈新〉へ移行）

## 館山市
- 館山市立神戸幼稚園（2009年館山市立房南保育園と統合し館山市立房南こども園へ）[26]
- 館山市立船形幼稚園（2013年館山市立船形保育園と統合し館山市立船形こども園へ）[27]
- 館山市立九重幼稚園（2013年館山市九重保育園と統合し館山市立九重こども園へ）
- 館山市立西岬幼稚園（2020年休園）[28]
- 館山市立館野幼稚園（2024年休園）[29]

## 木更津市
- 清和大学附属金田幼稚園〈旧〉（2021年幼稚園型認定こども園清和大学附属金田幼稚園〈新〉へ移行）[30]
- 高柳幼稚園〈旧〉（2021年幼稚園型認定こども園高柳幼稚園〈新〉へ移行）[30]

## 松戸市
- 松戸市立東部小学校附属幼稚園（1984年休園[31]、2022年廃園[13]）
- 松戸市立小金小学校附属幼稚園（1998年休園[31]、2022年廃園[13]）
- 松戸市立中部小学校附属幼稚園（2009年休園[31]、2022年廃園[13]）
- 中和倉幼稚園（2022年）[23]

## 野田市
- 野田市立関宿北部幼稚園（2005年）[32]
- かぜのこようちえん〈2代目〉（2011年流山市へ移転のため閉園）[33]
- 野田聖華幼稚園（2017年聖華未来のこども園へ移行）[34]
- 宮崎幼稚園（2020年）[35]
- 柳沢幼稚園（2020年[36]認定こども園へ移行[35]）[注釈 3]

## 茂原市
- 茂原市立中の島幼稚園（2019年）[37]
- 茂原市立豊岡幼稚園（2020年本納保育所と統合し認定こども園 ほのおかこども園へ）[38]
- 茂原市立五郷幼稚園（2022年茂原市立五郷保育所および茂原市立中の島保育所と統合しもばら空と杜のこども園へ）[39]

## 成田市
- 玉造幼稚園〈旧〉（2022年[23]幼保連携型認定こども園玉造幼稚園〈新〉へ移行）

## 佐倉市
- 佐倉くるみ幼稚園〈旧〉（2017年[40]幼保連携型認定こども園佐倉くるみ幼稚園〈新〉へ移行）
- 千成幼稚園〈旧〉（2019年幼保連携型認定こども園千成幼稚園〈新〉へ移行）[41]
- 佐倉市立和田幼稚園（2020年休園[42]、2024年廃園[43]）
- 志津わかば幼稚園〈旧〉（2023年認定こども園志津わかば幼稚園〈新〉へ移行[44]）
- 佐倉市立弥富幼稚園（2024年）[45]

## 東金市
- 東金市立源幼稚園（2021年休園、2022年廃園）[46]
- 東金市立東金幼稚園（2024年第1保育所と統合し社会福祉法人ユーカリ福祉会東金国際こども園へ）[47]
- 東金市立正気幼稚園（2024年東金市立正気こども園へ移行）[47]
- ときがね幼稚園〈旧〉（2024年ときがね保育園と統合し幼保連携型認定こども園ときがね幼稚園〈新〉へ）[47]

## 習志野市
- 習志野市立仲よし幼稚園（1979年）[48]
- 習志野市立つくし幼稚園（2017年私立幼保連携型認定こども園へ移行）[49][注釈 4]
- 習志野市立実花幼稚園（2017年私立幼保連携型認定こども園へ移行）[49][注釈 5]
- 習志野市立新栄幼稚園（2019年大久保保育所と統合し習志野市立大久保こども園へ）[50]
- 習志野市立秋津幼稚園（2019年香澄幼稚園と統合し習志野市立新習志野こども園へ）[50]
- 習志野市立香澄幼稚園（2019年秋津幼稚園と統合し新習志野こども園へ）[50]
- 青葉幼稚園〈旧〉（2019年[20]幼保連携型認定こども園青葉幼稚園〈新〉へ移行）
- 習志野市立向山幼稚園（2024年習志野市立向山こども園へ移行）[51]

## 柏市
- 柏市立かしわ幼稚園（2013年）[52]
- 柏めぐみ幼稚園（2016年幼保連携型認定こども園柏めぐみ園へ移行）[53]
- 手賀の丘幼稚園〈旧〉（2016年幼保連携型認定こども園手賀の丘幼稚園・保育園〈新〉へ移行）[54]
- ホザナ幼稚園〈旧〉（2017年幼保連携型認定こども園ホザナ幼稚園〈新〉へ移行）[55]
- とみせ幼稚園〈旧〉（2018年[11]認定こども園とみせ幼稚園〈新〉へ移行）
- 松ヶ崎幼稚園（2018年認定こども園まつがさきの森幼稚園へ移行）[56]
- くりの木幼稚園〈旧〉（2019年[20]幼保連携型認定こども園くりの木幼稚園〈新〉へ移行）
- 第二ますお幼稚園〈旧〉（2020年幼保連携型認定こども園第二ますお幼稚園〈新〉へ移行）[57]
- くるみ幼稚園（2020年[36]くるみこども園へ移行）
- 田中幼稚園〈旧〉（2023年[25]認定こども園田中幼稚園〈新〉へ移行）

## 勝浦市
- 勝浦幼稚園（2020年中央保育所と統合し勝浦こども園へ）[58]

## 市原市
- 市原市立辰巳台幼稚園（2018年辰巳台認定こども園へ移行）[31]
- 市原市立八幡幼稚園（2019年）[37]
- 市原市立千種幼稚園（2019年）[37]
- 市原市立惣社幼稚園（2019年）[37]
- 市原市立有秋幼稚園（2019年）[37]
- 市原市立牛久幼稚園（2019年）[37]
- 市原うさぎ幼稚園〈旧〉（2023年幼保連携型認定こども園市原うさぎ幼稚園〈新〉へ移行）[59]

## 流山市
- 流山市立東幼稚園（2007年）
- かぜのこようちえん〈初代〉（2008年）[33]
- 流山市立流山幼稚園（2011年）[60]
- みやぞの幼稚園〈旧〉（2019年幼保連携型認定こども園みやぞの幼稚園〈新〉へ移行）[61]

## 八千代市
- 八千代市立しろばら幼稚園（2012年）[62]
- 市川学園八千代台幼稚園（2020年）[63]

## 我孫子市
- 若草幼稚園（2022年わかくさこども園へ移行）[64]

## 鴨川市
- 鴨川市立主基幼稚園（2006年休園、2010年鴨川市立吉尾幼稚園へ統合）[65]
- 鴨川市立吉尾幼稚園（2011年大山幼稚園と統合し長狭幼稚園〈現：長狭認定こども園〉へ）[66]
- 鴨川市立大山幼稚園（2011年吉尾幼稚園と統合し長狭幼稚園へ）[66]
- 鴨川市立太海幼稚園（2012年休園[67]、2015年統合により江見幼稚園〈2代目〉へ[68]）
- 鴨川市立江見幼稚園〈初代〉（2015年統合により江見幼稚園〈2代目〉へ）[68]
- 鴨川市立曽呂幼稚園（同上）[68]
- 鴨川市立江見幼稚園〈2代目〉（2018年鴨川市立江見認定こども園へ移行）[68]
- 鴨川市立西条幼稚園（2019年[37]西条保育園と統合し鴨川市立西条認定こども園へ）
- 鴨川市立東条幼稚園（2019年）[37]
- 鴨川市立長狭幼稚園（2019年[37]長狭保育園と統合し鴨川市立長狭認定こども園へ）
- 鴨川市立天津幼稚園（2019年小湊幼稚園と統合し天津小湊幼稚園へ）[69]
- 鴨川市立小湊幼稚園（2019年天津幼稚園と統合し天津小湊幼稚園へ）[69]
- 鴨川市立天津小湊幼稚園（2020年鴨川市立天津小湊保育園と統合し鴨川市立天津小湊認定こども園へ）[69]

## 君津市
- 君津市立周西幼稚園（2018年）[31]

## 浦安市
- 浦安市立入船北幼稚園（2005年）
- 浦安市立見明川幼稚園（2018年浦安市立見明川認定こども園へ移行）[31]
- 浦安市立神明幼稚園（2019年浦安市立神明認定こども園へ移行）[37]
- 浦安市立入船南幼稚園（2019年浦安市立入船南認定こども園へ移行）[37]

## 袖ケ浦市
- 袖ケ浦市立今井幼稚園（2019年袖ケ浦市立中川幼稚園へ統合）[70]

## 八街市
- 八街幼稚園（2015年明徳やちまたこども園へ移行）[71]
- 八街泉幼稚園（2021年八街泉こども園へ統合）[72]

## 印西市
- 印西市立岩戸幼稚園（2006年休園、2017年廃園）[73]
- 印西市立大森幼稚園（2017年）[73]

## 富里市
- 富里市立向台幼稚園（2017年富里市立向台こども園へ移行）[74]

## 南房総市
- 南房総市立長尾幼稚園[75]（2011年）[76]
- 南房総市立健田幼稚園（2014年新設の南房総市立千倉幼稚園へ統合）[77]
- 南房総市立朝夷幼稚園（同上）[77]
- 南房総市立忽戸幼稚園（同上）[77]
- 南房総市立七浦幼稚園（同上）[77]
- 南房総市立三芳幼稚園（2014年9月南房総市立三芳保育所と統合し、南房総市立三芳子ども園へ）[78]
- 南房総市立千倉幼稚園（2015年南房総市立ちくら保育所と統合し、南房総市立千倉子ども園へ）[79]
- 南房総市立丸幼稚園（2016年南房総市立南幼稚園へ統合）[80]
- 南房総市立南幼稚園（2019年新設の南房総市立嶺南子ども園へ統合）[81]
- 南房総市立南三原幼稚園（同上）[81]
- 南房総市立和田幼稚園（同上）[81]

三芳村（2006年・南房総市を新設）
- 三芳村立滝田小附属幼稚園（1973年9月1日[82]新設の南房総市立三芳幼稚園〈当時：三芳村立〉へ統合[83]）[82]
- 三芳村立国府小附属幼稚園（同上）[82]
- 三芳村立稲都小附属幼稚園（同上）[82]

白浜町（2006年・南房総市を新設）
- 白浜町立滝口幼稚園（1971年新設の南房総市立長尾幼稚園〈当時：白浜町立〉へ統合）[84]
- 白浜町立根本幼稚園（同上）[84]

千倉町（2006年・南房総市を新設）
- 千倉町立健田幼稚園大貫分園（1970年）[84]

丸山町（2006年・南房総市を新設）
- 丸山町立千歳幼稚園（1969年新設の南房総市立南幼稚園〈当時：丸山町立〉へ統合）[84]
- 丸山町立豊田幼稚園（同上）[84]
- 丸山町立丸幼稚園大井分園（1972年）[84]

## 匝瑳市
- あかしあ幼稚園（2018年九十九里ホーム飯倉駅前あかしあこども園へ移行）[85]
- 匝瑳市立のさか幼稚園（2023年）[86]

野栄町（2006年・匝瑳市を新設）
- 野栄町立野田幼稚園（1977年第一幼稚園から改称、1988年栄幼稚園と統合しのさか幼稚園へ）[87]
- 野栄町立栄幼稚園（1988年野田幼稚園と統合しのさか幼稚園へ）[87]

## 香取市
- 香取市立伊地山幼稚園（2012年休園）
- 香取市立小見川幼稚園（2017年幼保連携型認定こども園へ移行）[49][注釈 6]
- 香取市立佐原幼稚園（2023年）[88]
- 香取市立津宮幼稚園（2023年）[88]

## 山武市
- 山武市立睦岡幼稚園（2008年むつみのおか幼稚園新設のため廃園）
- 山武市立山武北幼稚園（同上）
- 山武市立蓮沼幼稚園（2009年休園[31]、2019年廃園[89]）
- 山武市立成東幼稚園（2013年）[90]
- 山武市立緑海幼稚園（2013年鳴浜幼稚園・緑海保育所・鳴浜保育所と統合し山武市立しらはたこども園へ）[91]
- 山武市立鳴浜幼稚園（2013年緑海幼稚園・緑海保育所・鳴浜保育所と統合ししらはたこども園へ）[91]
- 山武市立むつみのおか幼稚園（2019年）[90]

## 大網白里市
- 大網白里市立大網幼稚園（2024年大網白里市立瑞穂幼稚園へ統合）[92]

大網白里町（2013年・大網白里市へ市制施行）
- 大網白里町立山辺小附属幼稚園（1967年新設の大網幼稚園へ統合）[93]
- 大網白里町立瑞穂小附属幼稚園（1967年大網白里町立瑞穂園舎へ移行）[93]
- 大網白里町立増穂小附属幼稚園（1967年大網白里町立増穂園舎へ移行）[93]

## 印旛郡

### 酒々井町
- 昭苑幼稚園（2018年昭苑こども園へ移行）[94]

## 香取郡

### 多古町
- 多古町立興新幼稚園（1964年）[93]
- 多古町立多古幼稚園（2014年多古町立多古保育所と統合し、多古町立多古こども園へ移行）[95]
- 多古町立久賀幼稚園（同上）[95]

### 東庄町
- 東庄町立橘幼稚園〈初代〉（2010年統合により橘幼稚園〈2代目〉へ）[96]
- 東庄町立石出幼稚園（同上）[96]
- 東庄町立東城幼稚園（同上）[96]
- 東庄町立笹川幼稚園〈初代〉（2010年神代幼稚園と統合し笹川幼稚園〈2代目〉へ）[96]
- 東庄町立神代幼稚園（2010年笹川幼稚園〈初代〉と統合し笹川幼稚園〈2代目〉へ）[96]
- 東庄町立橘幼稚園〈2代目〉（2019年笹川幼稚園〈2代目〉と統合し東庄町立こじゅりんこども園へ）[96]
- 東庄町立笹川幼稚園〈2代目〉（2019年橘幼稚園〈2代目〉と統合しこじゅりんこども園へ）[96]

## 山武郡

### 九十九里町
- 九十九里町立豊海幼稚園（2017年豊海保育所と統合し九十九里町立とようみこども園へ）[97]